# Seznam představitelů Ledče nad Sázavou
Seznam představitelů Ledeče nad Sázavou obsahuje purkmistry, starosty a předsedy MěNV.

## Purkmistři a starostové do roku 1945
- 1785 – Jan Langer
- 1808 – Jan Krotzmaer
- 1808 – František Nedbal
- 1813 – zastupoval Jan Svoboda
- 1814 – Jan Langer
- 1840 – Jan Markl – lékárník
- 1848 – Jan Adámek – barvíř
- 1855 – Václav Dobruška – truhlář
- 1856 – zastupoval Jan Růžička – perníkář
- 1859 – Jan Adámek – barvíř
- 1860 – Václav Perknovský – kupec a c. k. poštmistr
- 1867 – Josef Schally – absolvent vyšší reálky
- 1875 – Jan Hasák – kupec
- 1884 – JUDr. František Kaňák – advokát
- 1886 – Jan Kunc – hostinský
- 1890 – Vilém Perknovský – c. k. poštmistr
- 1894 – Karel Adámek – hostinský
- 1899 – Jan Hereš – hostinský
- 1913 – MUDr. František Zelený – lékař
- 1918 – Václav Táborský – notář
- 1919 – Jan Škvor – rolník
- 1919 – Josef Křivohlavý – soustružník dřeva
- 1923 – Jaroslav Křivohlavý – soustružník dřeva
- 1927 – Jan Hálek – pekař
- 1930 – Josef Bašta – obchodník
- 1931 – Emil Čech – učitel
- 1940 – Josef Bašta – obchodník

## Předsedové MěNV
- 1945 – Karel Duffek – učitel
- 1945 – Emil Čech – učitel
- 1948 – Bohumil Štěpánek – učitel
- 1950 – Vojtěch Buk – stavitel
- 1952 – Jaroslav Binka –  technik
- 1954 – Jaroslav Rotter – instalatér
- 1967 – Jaroslav Kosař – ekonom
- 1968 – Otto Marek – státní úředník
- 1971 – František Poděbradský – sklář
- 1975 – Stanislav Tejkal – stavař
- 1986 – Bohumil Svoboda – stavař

## Starostové od roku 1990
- 1990 – Emil Kolařík – ekonom
- 1994 – Jan Hálek – horizontkář
- 2006-2010 – Stanislav Vrba
- 2010-2014 – Petr Vaněk
- 2014-2022 – Ing. Zdeněk Tůma
- 2022-úřadující – Hana Horáková